# Buondelmonti

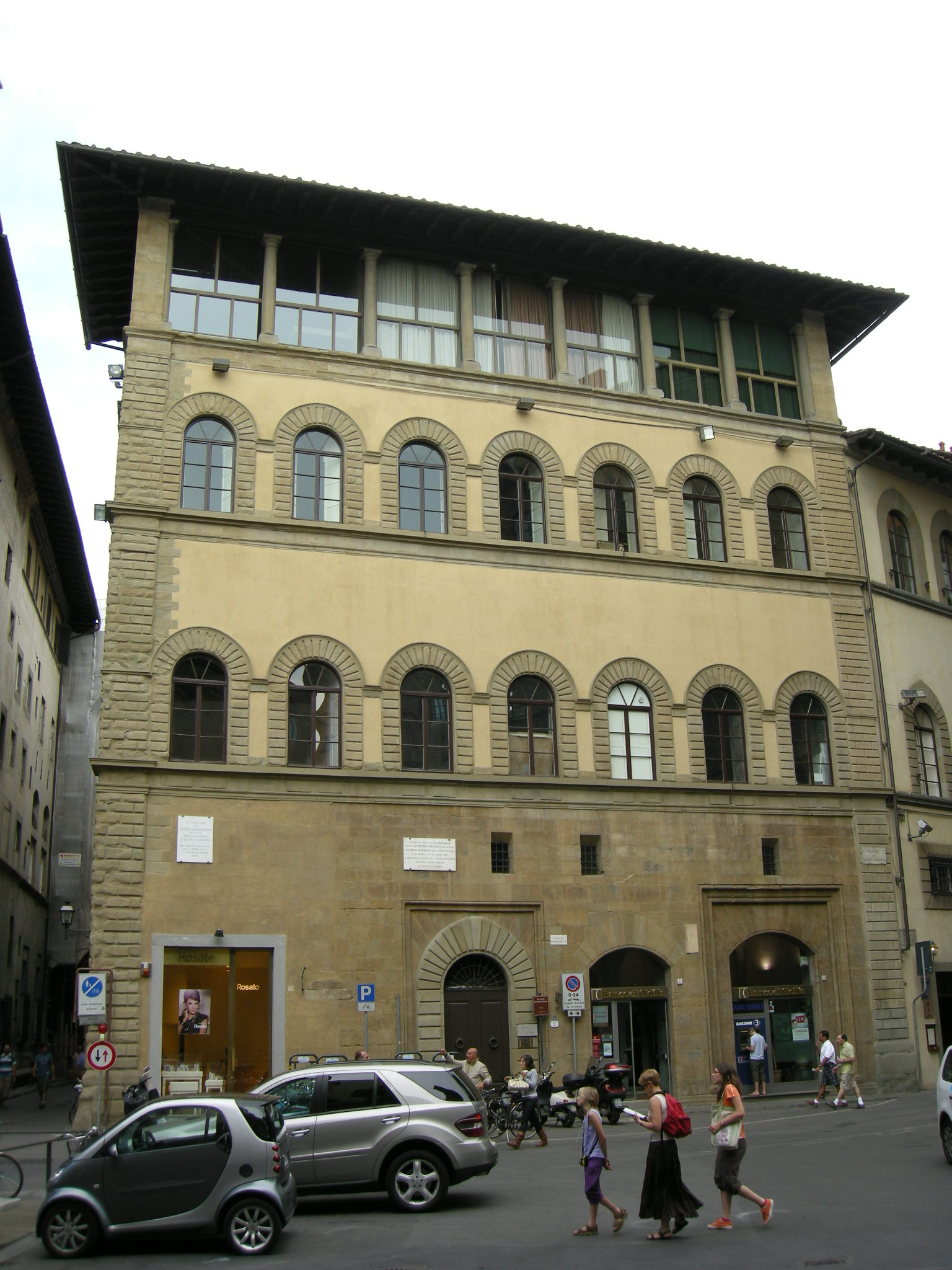
Palazzo Buondelmonti, Firenze

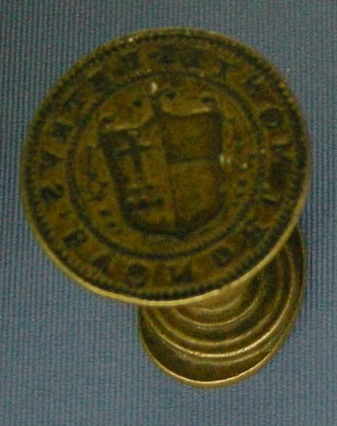
Sigillo di Pietro e Giovanni Buondelmonti, Museo del Tesoro di Santa Maria dell'Impruneta, Impruneta

I Buondelmonti furono una nobile famiglia fiorentina, divenuta celebre per la storica lite con la famiglia Amidei, da cui dovevano derivare le lunghe lotte tra guelfi e ghibellini in Firenze.

## Storia familiare
Le origini della famiglia si hanno con Sichelmo (X secolo), i cui discendenti arrivarono ad avere il dominio su buona parte delle valli della Greve e della Pesa. La famiglia si inurbò a Firenze intorno al 1137 con Uguccione e Rosso, in seguito alla distruzione nel 1135 del loro castello di Montebuoni, località di origine della casata e del nome della casata stessa. Dai Buondelmonti derivò una discendenza che diede alla città prestigiosi condottieri e politici.

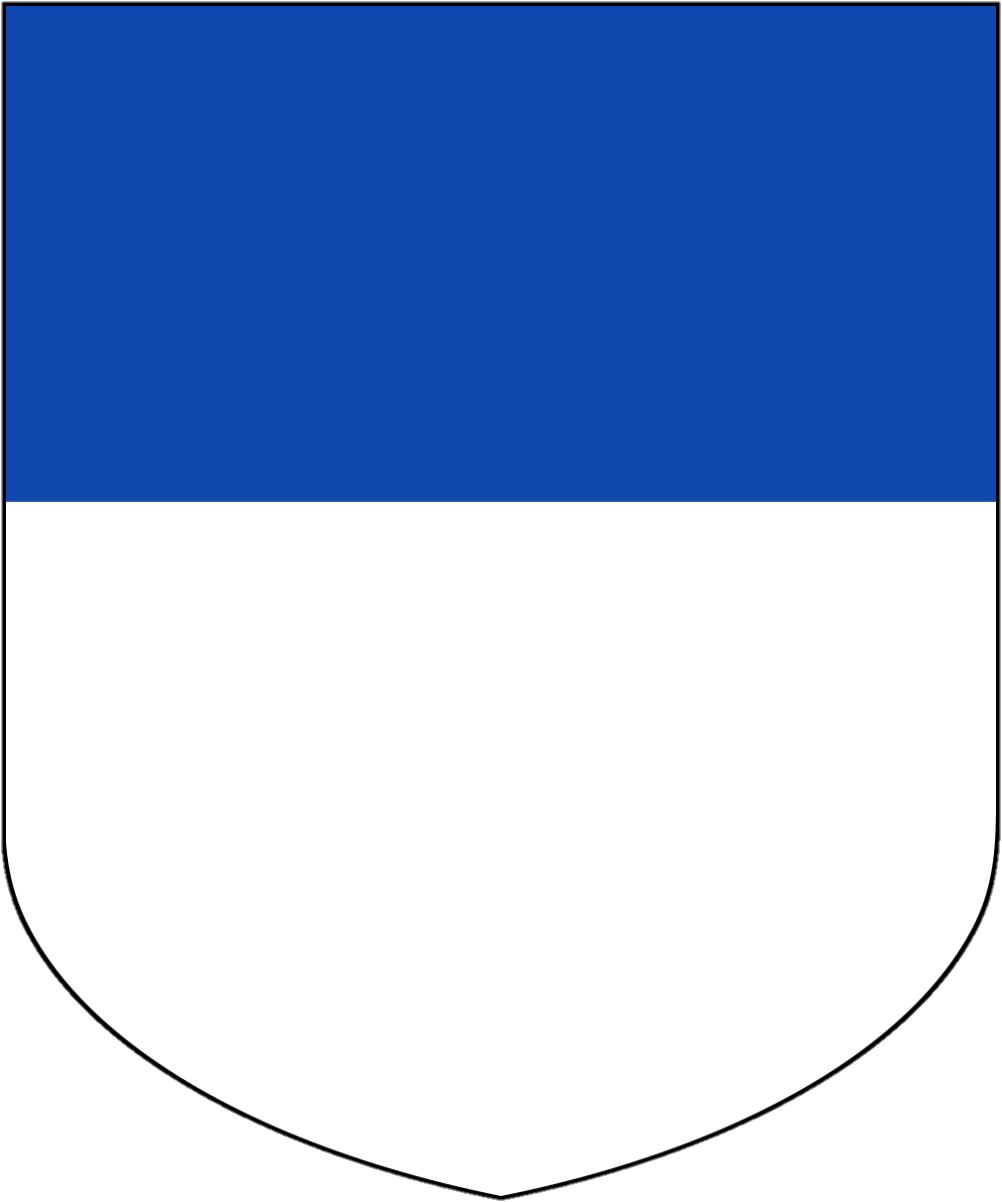
Stemma araldico originario della famiglia Buondelmonti (XIII sec.).

Un esponente dei Buondelmonti, Buondelmonte, fu protagonista degli scontri con gli Amidei del 1216, che secondo i cronisti fiorentini furono all'origine della frattura civile tra guelfi e ghibellini in città. Buondelmonte doveva infatti sposarsi con un'Amidei, però non si presentò alle nozze deciso ormai a sposare una Donati: l'offesa venne lavata col sangue in un agguato presso il Ponte Vecchio, dove morì Buondelmonte. A poco servì nel 1239 un matrimonio riparatore di una figlia di Rinieri Buondelmonti con Neri Piccolino degli Uberti, ghibellino. Da allora la famiglia si schierò decisamente, per forza di cose, col partito guelfo, collocazione politica che fu alla base delle fortune dopo la definitiva sconfitta della parte ghibellina. Le prime case della famiglia erano in Borgo Santi Apostoli, nelle cui vicinanze resta ancora oggi la torre dei Buondelmonti. In quel periodo si legarono agli Acciaiuoli, le cui case erano vicine. 
Nei secoli successivi, sebbene alcuni rami si estinguessero, i Buondelmonti furono sempre tra le famiglie più in vista di Firenze, ottenendo cariche e riconoscimenti sia da parte della Repubblica Fiorentina che dai Medici. Nel Quattrocento Jacopo fu uno dei rari casi in famiglia di mercante di successo, attivo a Costantinopoli, mentre normalmente la famiglia traeva le proprie ricchezze dalle rendite fondiarie. 
Il famoso condottiero Pippo Spano era nato Filippo Buondelmonti degli Scolari, e divenne comandante degli eserciti di Sigismondo d'Ungheria, dove ottenne il titolo di conte "ispàn". Fu raffigurato in un celebre affresco di Andrea del Castagno. 
A Zanobi Buondelmonti, Niccolò Machiavelli dedicò i Discorsi sopra la prima Deca di Tito Livio; entrambi, che frequentavano l'Accademia neoplatonica degli Orti Oricellari, finirono poi coinvolti nella congiura antimedicea con il cardinale Giulio: il Buondelmonti si salvò solo fuggendo in Francia. 
La pace coi Medici fu promossa da altri esponenti della famiglia, come Leonardo che fu un ricchissimo mercante e favorito da Clemente VII, ottenendo il permesso di realizzare per la famiglia un grande palazzo signorile agli inizi del Cinquecento, il Palazzo Buondelmonti che ancora oggi si trova in piazza Santa Trinita. Benedetto Buondelmonti, nel 1531, fu tra i dodici scelti dai Medici appena rientrati in città per far parte del Consiglio dei Dodici, che doveva stendere una nuova costituzione abolendo l'antico istituto della Signoria e del gonfalonierato e istituendo un Senato puramente onorifico e consultivo.
La famiglia si estinse in linea maschile nel 1774 con Francesco Caccolino, che perse due figli maschi e la cui figlia Luisa Giuseppa, morta nel 1845, andò in sposa al marchese Ubaldo Feroni. Eredi di Luisa Giuseppa furono le tre cugine Marianna, Emilia ed Eleonora Rinuccini.

## Luoghi e architetture
- Montebuoni
- Torre dei Buondelmonti
- Palazzo Buondelmonti
- Castello di Montefiridolfi
- Castello di Fabbrica
- Villa di Poggio Petroio
- Castello di Pergolato
- Castello di Bibbione
- Chiesa di San Pietro a Montebuoni

## Stemma
Lo stemma familiare è uno scudo originariamente troncato, d'azzurro e d'argento. In seguito fu modificato più volte, fino ad essere partito nel primo col vecchio stemma troncato e nel secondo d'argento con un monte azzurro a tre cime con sopra una croce rossa, allusione al nome della famiglia.